# Мейтленд, Томас, 11-й граф Лодердейл
Адмирал флота Томас Мейтленд, 11-й граф Лодердейл (англ. Thomas Maitland, 11th Earl of Lauderdale; 3 февраля 1803 — 1 сентября 1878) — офицер королевского флота и пэр. Будучи младшим офицером, он участвовал в действиях в поддержку блокады Алжира греческими революционерами в июле 1824 года во время Греческой войны за независимость, а затем принял участие в операции по высадке морской бригады в Бразилии для защиты Педро I, императора Бразилии, перед лицом Восстания ирландских и немецких наемных солдат. Он также принимал участие в битве при Лучане, операции по защите порта Бильбао на северном побережье Испании во время Первой Карлистской войны.
Мейтленд также участвовал в различных сражениях во время Первой опиумной войны, включая битву при Кантоне, в которой он командовал 1-м морским батальоном. Он дал показания Королевской комиссии по обороне Соединенного Королевства и утверждал, что строительство мощных кораблей важнее, чем строительство укреплений. Он стал главнокомандующим Тихоокеанской станцией.

## Ранняя карьера

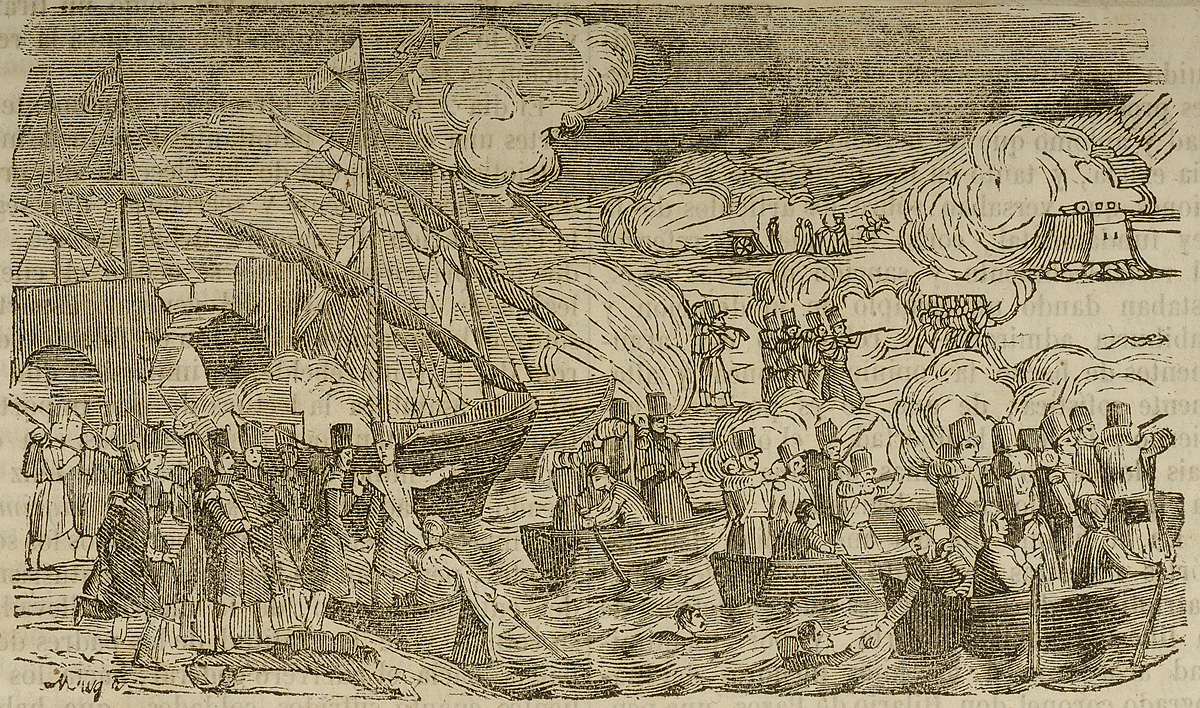
Операции по защите порта Бильбао, в которых Томас Мейтленд принимал участие в декабре 1836 года

Родился 3 февраля 1803 года в Шотландии. Единственный сын генерала достопочтенного Уильяма Мордаунта Мейтленда (1764—1841) и Мэри Мейтленд (урожденная Орпер), дочери преподобного Ричарда Орпера. Внук Джеймса Мейтленда, 7-го графа Лодердейла (1718—1789).
Томас Мейтленд поступил на службу в Военно-морской флот Великобритании 22 сентября 1816 года. Получив чин лейтенанта 16 мая 1823 года, он был назначен на фрегат HMS Euryalus в Средиземноморский флот. На этом корабле он участвовал в поддержке блокады Алжира греческими революционерами в июне 1823 года во время Греческой войны за независимость . Мейтленд был переведен в сторожевой корабль HMS Superb в Портсмут в декабре 1825 года и на корабль 2 ранга HMS Ganges, флагман адмирала сэра Роберта Отвея, выступающего в качестве главнокомандующего на Южноамериканской станции, в марте 1826 года. 30 апреля 1827 года он был назначен коммандером HMS Ganges и участвовал в военно-морской операции в Бразилии, чтобы защитить бразильского императора Педру I от ирландских и германских наемников, поднявших солдатское восстание в июне 1828 года. Он вернулся домой, когда HMS Ganges стал сторожевым кораблем в Портсмуте в 1829 году.
Томас Мейтленд стал командиром шлюпа HMS Sparrowhawk в Североамериканской и Вест-Индской станции в июне 1832 года. Он стал командиром корабля 6-го ранга HMS Tweed и принимал участие в битве при Лучане, операция отстоять порт Бильбао на северном побережье Испании, в декабре 1836 года во время Первой карлистской войны. В результате этого он был награжден Рыцарским крестом Ордена Карла III за поддержку либеральных сил Марии Кристины, регентши Испании во времена малолетства Изабеллы II, которая столкнулась с восстанием Карлоса, графа Молины.

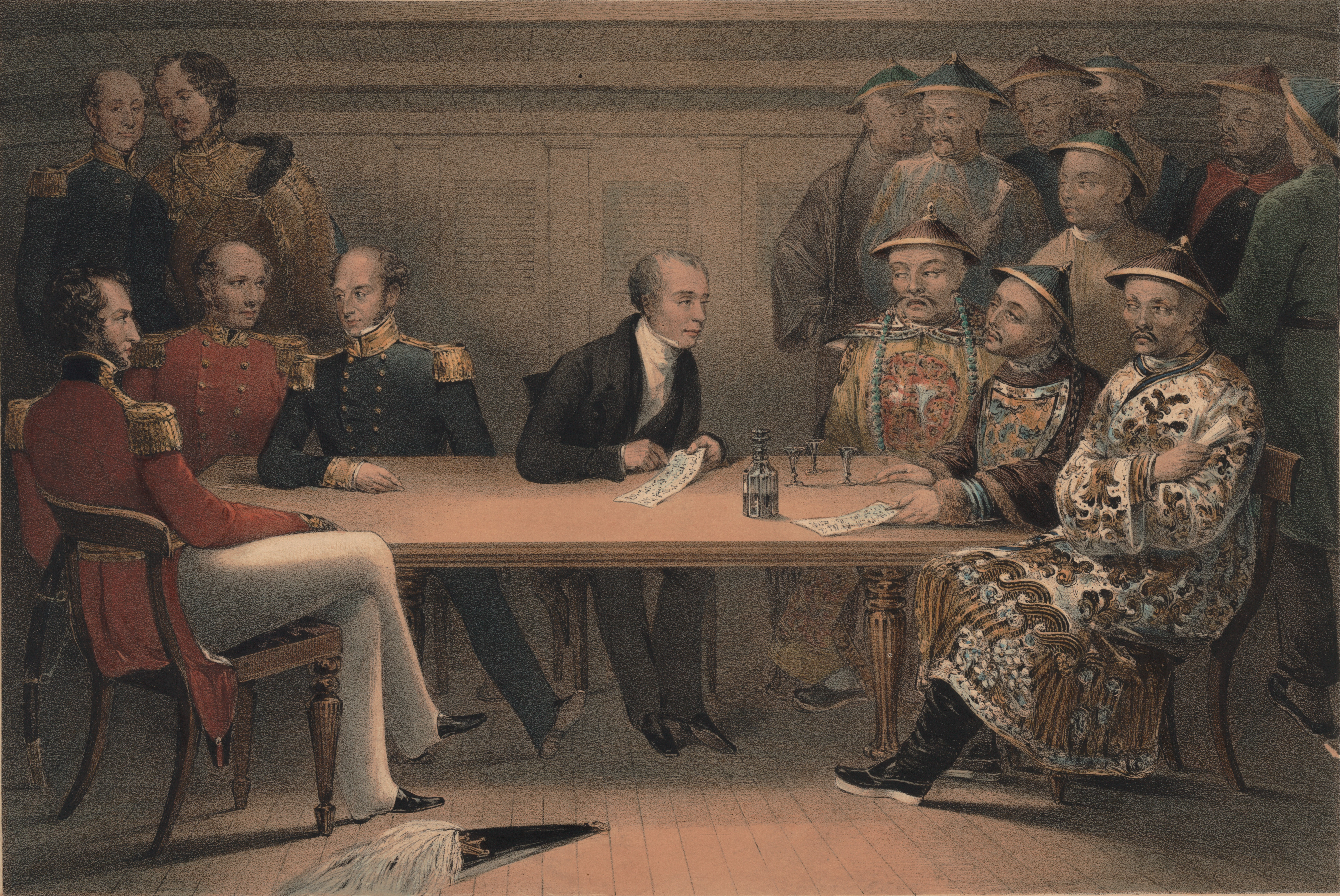
Капитан Томас Мейтленд (вверху слева) на конференции в Чусане на борту HMS Wellesley 4 июля 1840 года

Дослужившись до капитана на 10 января 1837 года, Мейтленд стал командиром корабля 3 ранга HMS Wellesley, флагмана контр-адмирала Фредерика Мейтленда, выступающего в качестве главнокомандующего в Ост-Индию и Китае, в июне 1837 года . Он действовал в Персидском заливе в 1839 году и затем, после смерти Фредерика Мейтленда в ноябре 1839 года, служил под началом коммодора Джеймса Бремера в захвате Чусана в июле 1840 года, во второй битве при Чуэнпи в январе 1841 году в битве при Богуэ в феврале 1841 в ходе Первой Опиумной войны. Он также командовал 1-м морским батальоном в ходе боя за Кантон в мае 1841 года, за который он был назначен командором Ордена Бани на 29 июня 1841 года. Он оставался на станции, и, после участия в битве при Сямэнь в августе 1841 года, воевал в некоторых более поздних сражениях под командованием контр-адмирала сэра Уильяма Паркера, включая захват Чусана в октябре 1841 года, в бою при Нинбо в марте 1842 года, в битве при Усуне в июне 1842 года, и битве при Чинкианге в июле 1842 году, что в итоге привело к Нанкинскому договору о прекращении войны в августе 1842 года.
Мейтленд был командиром корабля 3 ранга HMS America у берегов Португалии в ноябре 1846 года, командовал кораблем 1 ранга HMS San Josef, флагманским кораблем адмирала сэра Уильяма Гейджа, выступающего в качестве главнокомандующего в Плимуте, в апреле 1848 года и командовал кораблем 2 ранга командир второго сорта en:HMS Impregnable, новым флагманом Гейджа, в январе 1849 года. После этого он стал командиром корабля 2 ранга HMS Agamemnon во флоту Канала в сентябре 1852 года, кораблем 1 ранга HMS Victory, флагманом адмирала сэра Томаса Кокрейна, выступающей в качестве главнокомандующего в Портсмуте, в декабре 1853 года и командира артиллерийской школы HMS Excellent в Портсмуте в январе 1854 года.

## Старшее командование

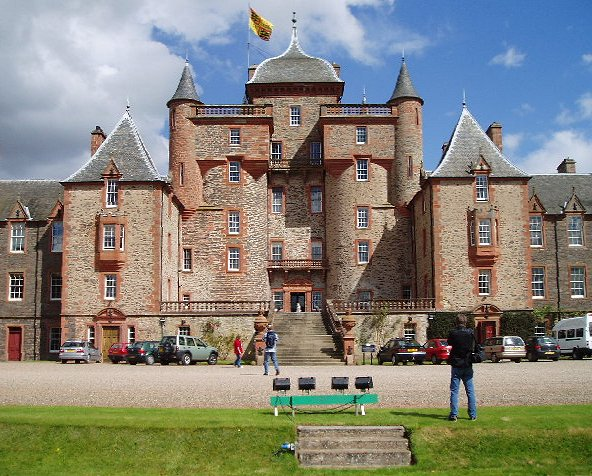
Замок Тирлестейн, замок графов Лодердейл в Бервикшире

Повышенный до контр-адмирала 18 июня 1857 года, Томас Мейтленд дал показания Королевской комиссии по обороне Соединенного Королевства в 1859 году и утверждал, что строительство мощных кораблей было важнее, чем строительство укреплений. Он стал главнокомандующим Тихоокеанской станцией, со своим флагом на корабле HMS Bacchante, в мае 1860 года и отступил от этой должности в октябре 1862 года.
22 марта 1863 года после смерти своего родственника, Энтони Мейтленда, 10-го графа Лодердейла, Уильям Мейтленд унаследовал титул графа Лодердейла и был произведен в вице-адмиралы 30 ноября 1863 года и был выдвинут на рыцаря-командора Ордена Бани 28 марта 1865 года.
Томас Мейтленд был назначен первым и главным военно-морским адъютантом к королеве Виктории 22 ноября 1866 года. Он получил звание полного адмирала 8 апреля 1868 года, он ушел в отставку в феврале 1873 года и был выдвинут на Большой крест Ордена Бани 24 мая 1873 года. Ему было присвоено звание адмирала флота 27 декабря 1877 года.
Томас Мейтленд, 11-й граф Лодердейл, скончался в своём доме, замке Тирлестейн, в Бервикшире, 1 сентября 1878 года.

## Семья
7 февраля 1828 года в Рио-де-Жанейро (Бразилия) Томас Мейтленд женился на Эмили Ян (умерла 18 февраля 1890), дочери Уильяма Янга. У супругов было четверо детей:
- Томас Мордаунт Мейтленд (1838 — 7 августа 1844)
- Изабель Энн Мейтленд (1844 — 3 мая 1854)
- Леди Мэри Джейн Мейтленд (1847 — 4 ноября 1918), муж с 1868 года Реджинальд Брабазон, 12-й граф Мит (1841—1929)[14].
- Элис Шарлотта Мейтленд (декабрь 1848 — 5 февраля 1853).

После смерти Томаса Мейтленда, 11-го графа Лодердейла, не оставившего после себя наследником мужского пола, его титулы и владения унаследовал его троюродный брат, Чарльз Барклай-Мейтленд, 12-й граф Лодердейл (1822—1884).

## Титулатура
- 11-й граф Лодердейл (с 22 марта 1863)
- 11-й виконт Мейтленд из Лодердейла (с 22 марта 1863)
- 11-й виконт Мейтленд (с 22 марта 1863)
- 7-й баронет Мейтленд (с 22 марта 1863)
- 12-й лорд Мейтленд из Тирлестейна (с 22 марта 1863)
- 11-й лорд Тирлестейн и Болтон (с 22 марта 1863)
- 4-й барон Лодердейл из Тирлестейна (с 22 марта 1863).